# Ectropis lophomeris
Ectropis lophomeris là một loài bướm đêm trong họ Geometridae.